# Kirari
Kirari (Japans voor schitteren) was een 570 kg wegende observatiesatelliet van JAXA (Japan Aerospace Exploration Agency) voor het testen van optische dataoverdracht. Kirari is door een Dnepr-draagraket op 23 augustus 2005 vanuit het kosmodroom Bajkonoer op een hoogte van 600 km in een baan om de aarde gebracht. Op 16 oktober 2006 werd de missie afgesloten na een reeks succesvolle experimenten onder andere met de geostationaire satelliet Artemis.